# Słownik Volckmara
Dictionarium trilinguae ad discendam linguam latinam, polonicam et germanicam accomodatum – trójjęzyczny słownik polsko-niemiecko-łaciński autorstwa Nicolausa Volckmara. Wydany w Gdańsku w 1596, istnieją też wydania późniejsze, uzupełnione o część grecką. Doczekał się też przeróbki autorstwa  Łukasza Szymona Brzewickiego.